# Пулинский немецкий национальный район
Пулинский немецкий район — административно-территориальная единица в составе Волынского округа, Украинской ССР и Киевской области, существовавшая в 1923—1935 годах. Центр — местечко Пулин.
Пулинский район был образован в 1923 году в составе Волынского округа УССР.
20 июня 1930 года он был преобразован в Пулинский немецкий национальный район в составе Украинской ССР. В национальный район вошло 30 сельсоветов Пулинского, Барашевского и Володарского районов. Из них 18 были немецкими (Александровский, Будо-Бобрицкий, Буряковский, Вольваховский, Выдумский, Вязовёцкий, Габровский, Гринтальский, Кремянский, Курганский, Лисковский, Пулино-Гутянский, Солодырский, Сороченский, Старо-Александровский, Цветянский, Фрайенвальдский), 1 еврейским (Пулино-Еврейский), 1 русский (Адамовский), 2 польских (Кошелевский, Радецко-Болярский) и 8 украинских.
В районе выходила газета «Der Sozialistische Umbau».
9 февраля 1932 года район вошёл в состав Киевской области. В 1935 году был отнесён к Новоград-Волынскому округу.
В октябре 1935 года Пулинский район был упразднён «в связи с экономической слабостью, неудобством обслуживания МТС колхозов, а также административной чересполосицей». При этом Адамовский, Березово-Гатский, Вольваховский, Вязовецкий, Габровский, Карчовский, Кошелевский, Курганский, Мартыновский, Пулино-Гутский, Пулино-еврейский, Пулино-немецкий, Пулино-украинский, Стрыбышский, Фрайвальдский, Цветянский и Чернявский с/с были переданы в Червоноармейский район; Будо-Бобрицкий, Гринтальский, Крымянский, Н.-Александровский, Рад-Боярский и Сорочанский с/с — в Барышевский район; Плысковский и Солодырский с/с — в Володарско-Волынский район; Александровский и Бураковский с/с — в Черняховский район; Бабический, Выдумковский и Юлиановский с/с — к Житомирскому горсовету.